# Badische Tabakmanufaktur

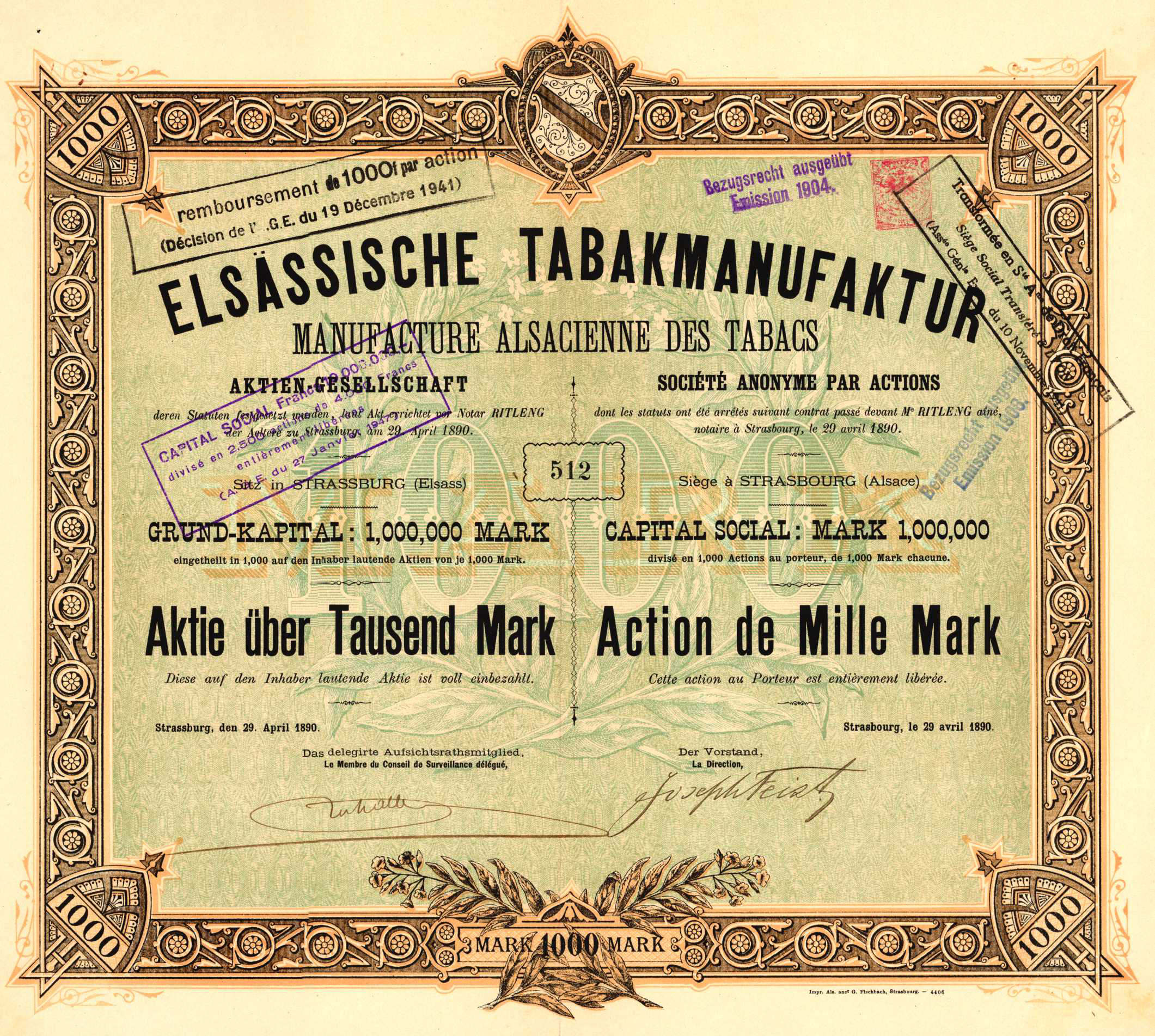
Aktie über 1000 Mark der Elsässischen Tabakmanufaktur vom 29. April 1890, signiert durch Jules Schaller als Aufsichtsrat

Aktie über 100 RM der Badischen Tabakmanufaktur Roth-Händle AG vom 15. Januar 1940

Die Badische Tabakmanufaktur Roth-Händle GmbH (BTM) war ein deutscher Tabakhersteller, deren Ursprung in der 1871 von Jules Schaller in Straßburg-Neudorf gegründeten Tabakfabrik war und die Zigaretten unter der Marke Roth-Händle, später auch als Reval verkaufte.
1890 entstand aus der 1871 von Jules Schaller gegründeten Tabakfabrik die Elsässische Tabakmanufaktur AG. 1919 wurde die Fabrik in Straßburg-Neudorf von Frankreich beschlagnahmt. Die Hauptaktionäre reagierten darauf mit der Überleitung der Produktion auf die
1920 in Frankfurt/M. gegründete Badische Tabakmanufaktur Roth-Händle GmbH. Nach 50 Jahren Produktion in Straßburg wurde das Werk nach Lahr/Schwarzwald verlagert. 1922 wurde die Badische Tabakmanufaktur Roth-Händle GmbH in eine Aktiengesellschaft umgewandelt.
Ab 1957 waren die Reemtsma Cigarettenfabriken Mehrheitseigner und übernahmen die BTM im Jahr 1985 vollständig, was 1989 eine Verlagerung der Reval-Produktion nach Berlin bedingte.
Das Werk in Lahr wurde im März 2007 geschlossen. Die BTM war einer der Hauptabnehmer von Tabakblättern in Südbaden, beschäftigte zuletzt circa 275 Mitarbeiter und produzierte hauptsächlich Steckzigaretten, die schließlich aufgrund des Wegfalls ihrer Steuervergünstigung keine Nachfrage mehr fanden.